# Autoroute 440 (Québec)
Ne doit pas être confondu avec Autoroute 440 (Laval).
Pour les articles homonymes, voir A440.
L'autoroute 440 (A-440) est une autoroute urbaine québécoise qui se divise dans la ville de Québec en deux tronçons portant chacun un nom différent :
- Autoroute Charest, dans sa portion ouest ;
- Autoroute Dufferin-Montmorency, dans sa portion est.

Ces deux sections sont distantes d'environ 6 km, séparées par le centre-ville de Québec.

## Toponymie
Le tronçon Charest, en tant que prolongement du boulevard Charest, est nommé en l'honneur de Zéphirin Charest (1813-1876), curé de la paroisse de Saint-Roch.
Le nom du tronçon Dufferin-Montmorency décrit plutôt son parcours: de l'ancienne avenue Dufferin (renommée Honoré-Mercier), elle se rend jusqu'à la chute Montmorency.
Lord Dufferin fut le gouverneur général du Canada de 1872 à 1878 et Charles de Montmorency était amiral de France lors de l'expédition de Samuel de Champlain en 1603.

## Description

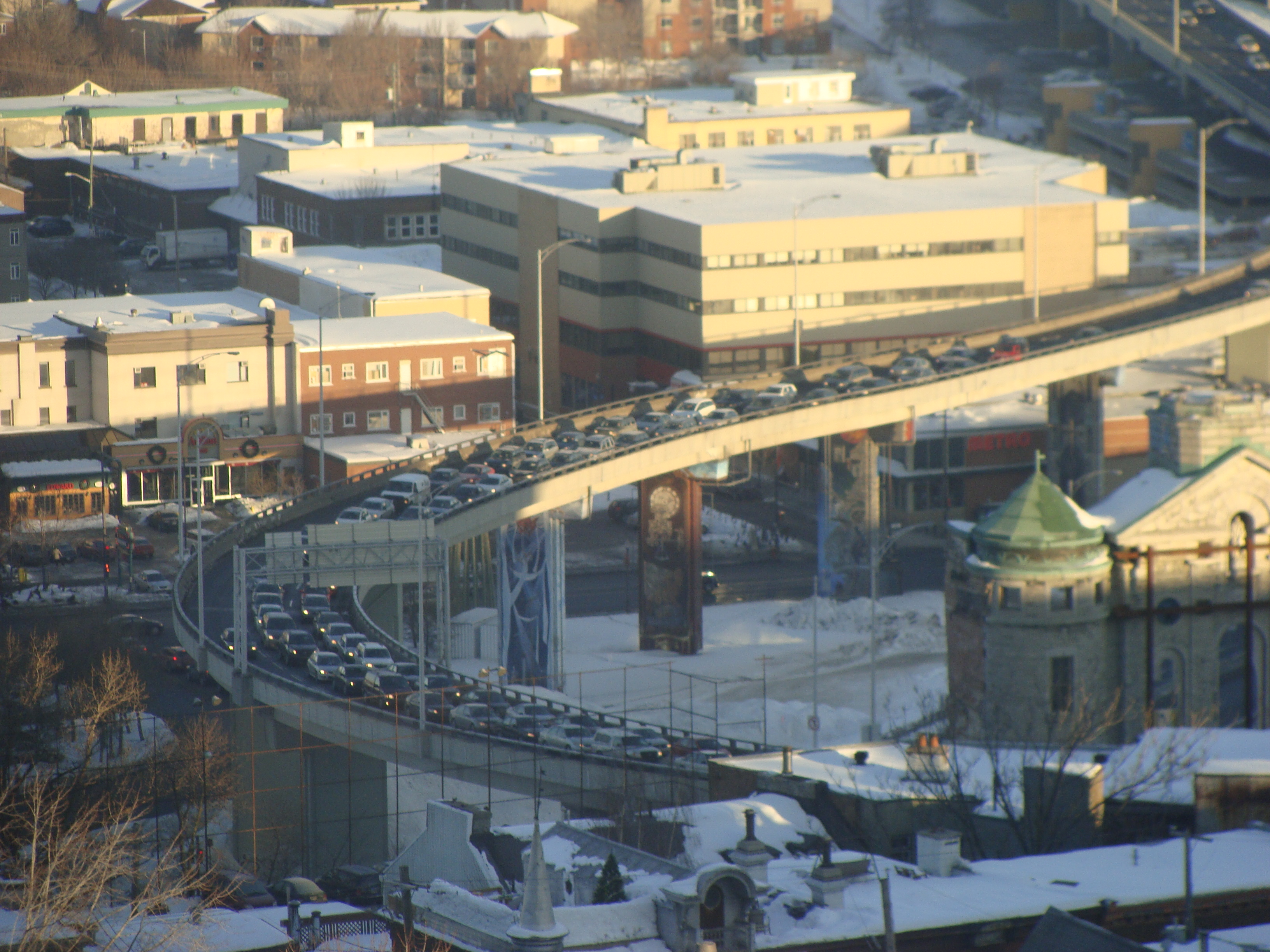
Extrémité ouest de l'autoroute Dufferin-Montmorency

L'autoroute Charest, la section ouest, débute à la jonction de l'A-40 et de l'A-73 et se termine à la hauteur de l'avenue Saint-Sacrement où elle devient le boulevard Charest. Environ 81 000 véhicules circulent quotidiennement sur l'Autoroute Charest (2019).
L'autoroute Dufferin-Montmorency débute dans le centre-ville de Québec, au coin de la rue du Pont et de la rue de Saint-Vallier Est, où l'on retrouve sous son viaduc le parc de l'Îlot Fleurie. Elle se termine à sa jonction avec l'A-40 dans l'arrondissement de Beauport. Il existe un feu de circulation sur cette section d'autoroute, à la hauteur du boulevard François-De Laval. Cette section de l'A-440 possède entre six et huit voies, mais n’affiche qu’un débit journalier moyen annuel (DJMA) oscillant entre 18 600 et 36 000 véhicules en 2018.

## Histoire

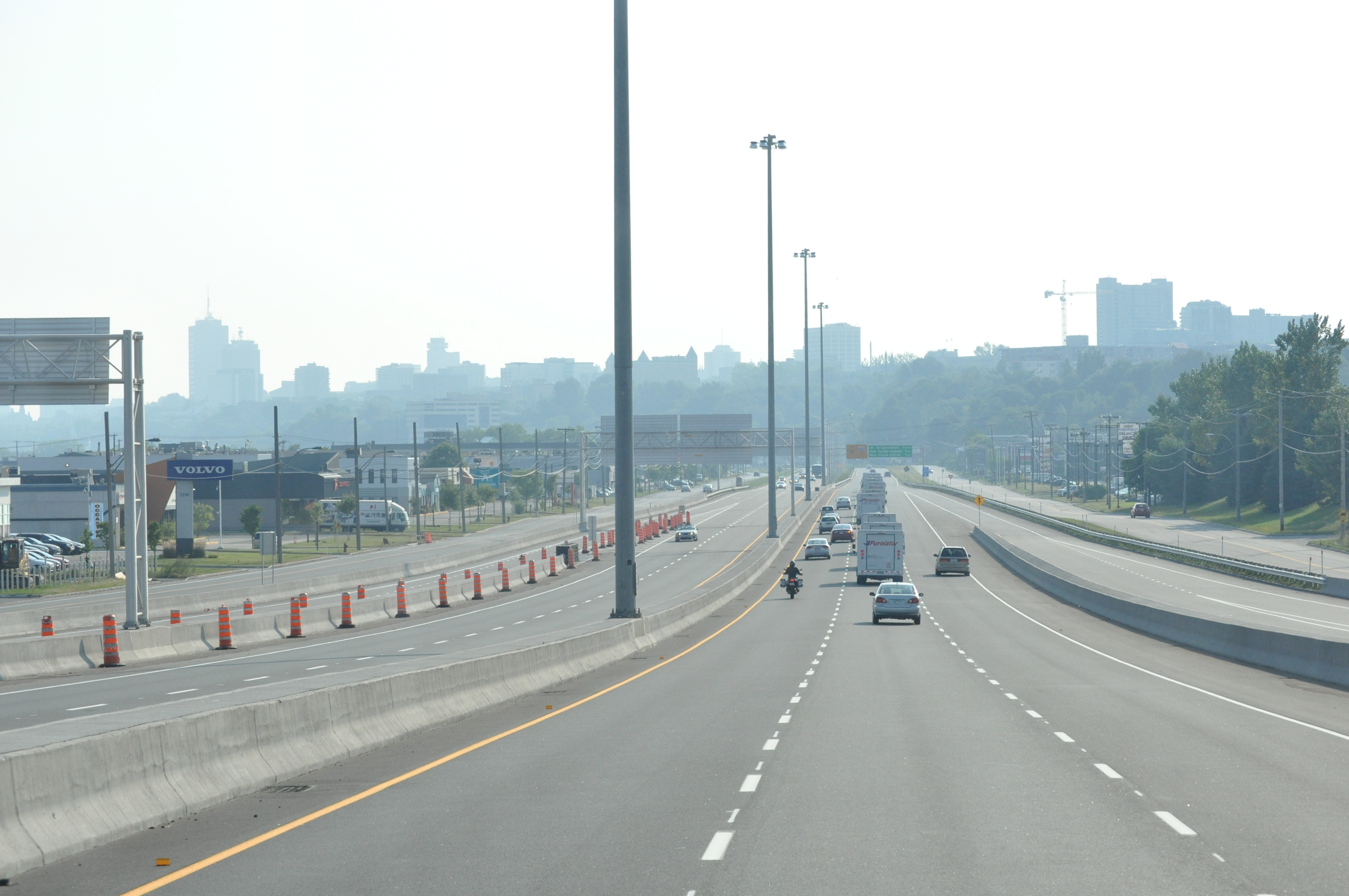
Autoroute Charest (tronçon ouest)

Selon les plans originaux, le tronçon de l'A-40 entre la sortie 296 et la jonction A-40 / A-73 (début de la 440) devait faire partie de l'autoroute Charest. Ceci est dû au fait que le tracé original de l'A-40 n'a jamais été complété. C'est la raison pour laquelle les numéros de sorties débutent à 12 sur l'A-440 .
Originellement, il était prévu que ces deux autoroutes ainsi que le boulevard Champlain soient reliés à l'aide d'un tunnel, mais ce projet a été abandonné depuis longtemps.
Enfin, avant 2007, deux bretelles inutilisées de l'autoroute Dufferin-Montmorency menaient directement au flanc d'une falaise située sous l'extrémité nord de l'avenue Honoré-Mercier. Cet endroit aurait été l'entrée du tunnel autoroutier projeté. Il est cependant peu probable que ce projet se réalise un jour. La démolition desdites bretelles a été complétée en 2008.
En février 2023, le Conseil municipal de Québec demande au gouvernement québécois la transformation de l'autoroute Dufferin-Montmorency en boulevard urbain. À la suite du succès rencontré par l'ouverture de la phase 3 de la promenade Samuel-De Champlain, la ministre des Transports Geneviève Guilbault se dit ouverte à une transformation de l'autoroute Dufferin-Montmorency dans le contexte d'une éventuelle quatrième phase.

## Historique
| Kilomètre                      | Année | Notes                                       |
| ------------------------------ | ----- | ------------------------------------------- |
| 13 à 17                        | 1962  | à Avenue Saint-Sacrement (Une chaussée)     |
| 13 à 17                        | 1967  | à Avenue Saint-Sacrement (Seconde chaussée) |
| 21 à 23 (chaussées surélevées) | 1976  | Boulevard Charest à Avenue D'Estimauville   |
| 23 à 29                        | 1982  | De l'Avenue D'Estimauville à                |

## Liste des sorties
| Municipalité                              | Arrondissement                                                    | km        | Sortie | Destinations                                                                                      | Notes |
| ----------------------------------------- | ----------------------------------------------------------------- | --------- | ------ | ------------------------------------------------------------------------------------------------- | --- |
| Québec                                    | Limite Sainte-Foy—Sillery—Cap-Rouge–Les Rivières                  | 0,00      | —      | A-40 ouest (Autoroute Félix-Leclerc) – Montréal                                                   | Indiqué sortie 12-S (sud) et 12-N (nord); sortie 307 de l'A-40 est; sortie 139 de l'A‑40 ouest / A-73; continue comme A‑40 ouest |
| Québec                                    | Limite Sainte-Foy—Sillery—Cap-Rouge–Les Rivières                  | 0,00      | 12     | A-40 est / A-73 (Autoroute Henri-IV) – Pont Pierre-Laporte, Saguenay                              | Indiqué sortie 12-S (sud) et 12-N (nord); sortie 307 de l'A-40 est; sortie 139 de l'A‑40 ouest / A-73; continue comme A‑40 ouest |
| Québec                                    | Limite Sainte-Foy—Sillery—Cap-Rouge–Les Rivières                  | 1,30–2,90 | 15     | A-740 (Autoroute Robert-Bourassa) / Avenue Dalton / Avenue Watt / Rue Einstein                    | Sortie 4 de l'A-740 |
| Québec                                    | Limite Les Rivières–La Cité-Limoilou                              | 4,20      | —      | Rue Cyrille-Duquet / Rue Frank-Carrel                                                             | Intersection à niveau |
| Québec                                    | Limite Les Rivières–La Cité-Limoilou                              | 4,50      | —      | Avenue Saint-Sacrement                                                                            | Intersection à niveau |
| Québec                                    | Limite Les Rivières–La Cité-Limoilou                              | 4,50      | —      | Boulevard Charest                                                                                 | Intersection à niveau |
| Québec                                    | Tronçon manquant de l'A-440; lien assuré par le Boulevard Charest |           |        |                                                                                                   | |
| Québec                                    | La Cité-Limoilou                                                  | –0,10     | —      | R-175 (Avenue Honoré-Mercier / Rue d'Abraham)                                                     | Continue comme Avenue Honoré-Mercier; intersection à niveau                                                                      |
| Québec                                    | La Cité-Limoilou                                                  | 0,00      | —      | Côte de la Potasse                                                                                | Intersection à niveau |
| Québec                                    | La Cité-Limoilou                                                  | 0,80      | 21     | Boulevard Charest                                                                                 | Sortie direction ouest, entrée direction est                                                                                     |
| Québec                                    | La Cité-Limoilou                                                  | 1,20      | 22     | Boulevard des Capucins / Boulevard Jean-Lesage                                                    | Pas de sortie direction est pour Boulevard Jean-Lesage                                                                           |
| Québec                                    | La Cité-Limoilou                                                  | 2,00      | 23     | Boulevard Henri-Bourassa / Boulevard des Capucins / Boulevard Jean-Lesage / Avenue D'Estimauville | Boulevard des Capucins et Boulevard Jean-Lesage indiqués en direction ouest; Avenue D'Estimauville indiqué en direction est      |
| Québec                                    | Beauport                                                          | 3,20      | 24     | Avenue D'Estimauville                                                                             | Pas de sortie en direction est                                                                                                   |
| Québec                                    | Beauport                                                          | 4,70      | —      | Boulevard François-de-Laval                                                                       | Intersection à niveau; pas d'entrée en direction est                                                                             |
| Québec                                    | Beauport                                                          | 6,10      | 27     | Boulevard des Chutes / Rue du Manège                                                              | |
| Québec                                    | Beauport                                                          | 8,50      | 29     | A-40 ouest – Montréal, Aéroport Jean-Lesage                                                       | Sortie 323 de l'A-40; continue comme A‑40 est                                                                                    |
| Québec                                    | Beauport                                                          | 8,50      | —      | A-40 est vers R-138 / R-368 – Île d'Orléans, Sainte-Anne-de-Beaupré                               | Sortie 323 de l'A-40; continue comme A‑40 est                                                                                    |
| - Terminus de multiplex - Accès incomplet |                                                                   |           |        |                                                                                                   | |